# UCI Europe Tour 2021
Navigation
Édition précédente Édition suivante
L'UCI Europe Tour 2021 est la 17e édition de l'UCI Europe Tour, l'un des cinq circuits continentaux de cyclisme de l'Union cycliste internationale. Il est composé d'environ 170 compétitions organisées du 24 janvier au 24 octobre 2021 en Europe.

## Équipes
Les équipes qui peuvent participer aux différentes courses dépendent de la catégorie de l'épreuve. Par exemple, les UCI WorldTeams ne peuvent participer qu'aux courses .1 et leur nombre par épreuves est limité.
| Catégorie | Catégorie               | Équipes                                                                                 |
| --------- | ----------------------- | --------------------------------------------------------------------------------------- |
| .1        | 1.1 (Course d'un jour)  | * UCI WorldTeam (max 50 %) * UCI ProTeam * Équipe continentale * Sélection nationale    |
| .1        | 2.1 (Course par étapes) | * UCI WorldTeam (max 50 %) * UCI ProTeam * Équipe continentale * Sélection nationale    |
| .2        | 1.2 (Course d'un jour)  | * UCI ProTeam * Équipe continentale * Sélection nationale * Équipe régionale et de club |
| .2        | 2.2 (Course par étapes) | * UCI ProTeam * Équipe continentale * Sélection nationale * Équipe régionale et de club |

## Calendrier des épreuves

### Janvier
| Date | Course                     | Pays    | Classe | Vainqueur              | Équipe               |
| ---- | -------------------------- | ------- | ------ | ---------------------- | -------------------- |
| 24   | Grand Prix de Valence      | Espagne | 1.2    | Lorrenzo Manzin        | Total Direct Énergie |
| 31   | Grand Prix La Marseillaise | France  | 1.1    | Aurélien Paret-Peintre | AG2R Citroën         |

### Février
| Date  | Course                             | Pays    | Classe | Vainqueur              | Équipe               |
| ----- | ---------------------------------- | ------- | ------ | ---------------------- | -------------------- |
| 3-7   | Étoile de Bessèges                 | France  | 2.1    | Tim Wellens            | Lotto-Soudal         |
| 6     | Grand Prix Alanya                  | Turquie | 1.2    | Davide Gabburo         | Bardiani CSF Faizanè |
| 7     | Grand Prix Gazipasa                | Turquie | 1.2    | Raman Tsishkou         | BelAZ                |
| 19-21 | Tour des Alpes-Maritimes et du Var | France  | 2.1    | Gianluca Brambilla     | Trek-Segafredo       |
| 20    | Grand Prix Velo Manavgat           | Turquie | 1.2    | Harrif Salleh          | Terengganu           |
| 21    | Grand Prix Velo Alanya             | Turquie | 1.2    | Carlos Julián Quintero | Terengganu           |

### Mars
| Date  | Course                                  | Pays     | Classe | Vainqueur              | Équipe                   |
| ----- | --------------------------------------- | -------- | ------ | ---------------------- | ------------------------ |
| 2     | Le Samyn                                | Belgique | 1.1    | Tim Merlier            | Alpecin-Fenix            |
| 3     | Trofej Umag-Umag Trophy                 | Croatie  | 1.2    | Jakub Mareczko         | Vini Zabù                |
| 6     | Grand Prix Mediterrennean               | Turquie  | 1.2    | Onur Balkan            | Salcano-Sakarya          |
| 7     | Grand Prix Jean-Pierre Monseré          | Belgique | 1.1    | Tim Merlier            | Alpecin-Fenix            |
| 7     | Poreč Trophy                            | Croatie  | 1.2    | Filippo Fiorelli       | Bardiani CSF Faizanè     |
| 7     | Grand Prix Gündoğmuş                    | Turquie  | 1.2    | Carlos Julián Quintero | Terengganu               |
| 11-14 | Istrian Spring Trophy                   | Croatie  | 2.2    | Finn Fisher-Black      | Jumbo-Visma Development  |
| 14    | Paris-Troyes                            | France   | 1.2    | Romain Cardis          | Saint Michel-Auber 93    |
| 21    | Grand Prix Slovenian Istria             | Slovénie | 1.2    | Mirco Maestri          | Bardiani CSF Faizanè     |
| 21    | Per sempre Alfredo                      | Italie   | 1.1    | Matteo Moschetti       | Trek-Segafredo           |
| 23-27 | Semaine internationale Coppi et Bartali | Italie   | 2.1    | Jonas Vingegaard       | Jumbo-Visma              |
| 28    | Cholet-Pays de la Loire                 | France   | 1.1    | Elia Viviani           | Cofidis                  |
| 28    | GP Adria Mobil                          | Slovénie | 1.2    | Marijn van den Berg    | Continental Groupama-FDJ |

### Avril
| Date  | Course                                | Pays               | Classe | Vainqueur        | Équipe                 |
| ----- | ------------------------------------- | ------------------ | ------ | ---------------- | ---------------------- |
| 1-4   | Tour de Mevlana                       | Turquie            | 2.2    | Anatoliy Budyak  | Spor Toto Cycling Team |
| 4     | Trofeo Piva                           | Italie             | 1.2U   | Juan Ayuso       | Team Colpack Ballan    |
| 4     | Roue Tourangelle                      | France             | 1.1    | Arnaud Démare    | Groupama-FDJ           |
| 4     | International Rhodes Grand Prix       | Grèce              | 1.2    | Tord Gudmestad   | Coop                   |
| 5     | Giro del Belvedere                    | Italie             | 1.2U   | Juan Ayuso       | Team Colpack Ballan    |
| 8-11  | International Tour of Rhodes          | Grèce              | 2.2    | Fredrik Dversnes | Coop                   |
| 18    | Trophée de la ville de San Vendemiano | Italie             | 1.2U   | Paul Lapeira     | AG2R Citroën U23 Team  |
| 22-25 | Belgrade-Banja Luka                   | Bosnie-Herzégovine | 2.1    | Mihkel Räim      | Mazowsze Serce Polski  |
| 25    | Gran Premio della Liberazione         | Italie             | 1.2U   | Michele Gazzoli  | Team Colpack Ballan    |
| 30-2  | Tour des Asturies                     | Espagne            | 2.1    | Nairo Quintana   | Arkéa-Samsic           |

### Mai
| Date  | Course                               | Pays     | Classe | Vainqueur          | Équipe                   |
| ----- | ------------------------------------ | -------- | ------ | ------------------ | ------------------------ |
| 2     | Classica da Arrabida-Cyclin'Portugal | Portugal | 1.2    | Sean Quinn         | Hagens Berman Axeon      |
| 2     | Circuito del Porto-Trofeo Arvedi     | Italie   | 1.2    | Gleb Syritsa       | Russie                   |
| 12-16 | Tour de Hongrie                      | Hongrie  | 2.1    | Damien Howson      | BikeExchange             |
| 13    | Trofeo Calvia                        | Espagne  | 1.1    | Ryan Gibbons       | UAE Team Emirates        |
| 13    | Circuit de Wallonie                  | Belgique | 1.1    | Christophe Laporte | Cofidis                  |
| 14-16 | Tour d'Eure-et-Loir                  | France   | 2.2    | Paul Penhoët       | Continental Groupama-FDJ |
| 14    | Trofeo Serra de Tramuntana           | Espagne  | 1.1    | Jesús Herrada      | Cofidis                  |
| 15    | Trofeo Andratx-Mirador des Colomer   | Espagne  | 1.1    | Winner Anacona     | Arkéa-Samsic             |
| 16    | Trofeo Alcúdia-Port d'Alcúdia        | Espagne  | 1.1    | André Greipel      | Israel Start-Up Nation   |
| 19-23 | Alpes Isère Tour                     | France   | 2.2    | Sjoerd Bax         | Metec-Solarwatt-Mantel   |
| 22    | Tour du Finistère                    | France   | 1.1    | Benoît Cosnefroy   | AG2R Citroën             |
| 23    | Tour de Murcie                       | Espagne  | 1.1    | Antonio Jesús Soto | Euskaltel-Euskadi        |
| 24    | Tour du Limbourg                     | Belgique | 1.1    | Tim Merlier        | Alpecin-Fenix            |
| 24    | Mercan'Tour Classic Alpes-Maritimes  | France   | 1.1    | Guillaume Martin   | Cofidis                  |
| 27-30 | Tour de la Mirabelle                 | France   | 2.2    | Idar Andersen      | Uno-X Pro                |
| 28-29 | Tour d'Estonie                       | Estonie  | 2.1    | Karl Patrick Lauk  | Estonie                  |
| 29    | Grand Prix Herning                   | Danemark | 1.2    | Mads Østergaard    | ColoQuick                |
| 30    | Fyen Rundt                           | Danemark | 1.2    | Niklas Larsen      | Uno-X Pro                |
| 30    | Coppa della Pace                     | Italie   | 1.2U   | Daan Hoole         | SEG Racing Academy       |
| 30    | GP Slovenia                          | Slovénie | 1.2    | Mirco Maestri      | Bardiani CSF Faizanè     |

### Juin
| Date  | Course                                            | Pays     | Classe | Vainqueur          | Équipe                             |
| ----- | ------------------------------------------------- | -------- | ------ | ------------------ | ---------------------------------- |
| 2     | Trofeo Alcide Degasperi                           | Italie   | 1.2    | Riccardo Lucca     | General Store Essegibi F.lli Curia |
| 3-6   | Tour of Malopolska                                | Pologne  | 2.2    | Michal Schlegel    | Elkov-Kasper                       |
| 3-12  | Giro Ciclistico d'Italia                          | Italie   | 2.2    | Juan Ayuso         | Team Colpack Ballan                |
| 4     | Grand Prix du canton d'Argovie                    | Suisse   | 1.1    | Ide Schelling      | Bora-Hansgrohe                     |
| 6     | Tour des onze villes                              | Belgique | 1.1    | Tim Merlier        | Alpecin-Fenix                      |
| 8     | Mont Ventoux Dénivelé Challenges                  | France   | 1.1    | Miguel Ángel López | Movistar                           |
| 9-13  | Cinq anneaux de Moscou                            | Russie   | 2.2    | Igor Frolov        | Moscow Region                      |
| 10-13 | Tour de Haute-Autriche                            | Autriche | 2.2    | Alexis Guérin      | Vorarlberg-Santic                  |
| 10-13 | Route d'Occitanie                                 | France   | 2.1    | Antonio Pedrero    | Movistar                           |
| 15    | Paris-Camembert                                   | France   | 1.1    | Dorian Godon       | AG2R Citroën                       |
| 15-17 | Adriatica Ionica Race                             | Italie   | 2.1    | Lorenzo Fortunato  | Eolo-Kometa                        |
| 23-26 | Course de Solidarność et des champions olympiques | Pologne  | 2.2    | Jan Bárta          | Elkov-Kasper                       |
| 23-27 | Tour de l'Alentejo                                | Portugal | 2.2    | Mauricio Moreira   | Efapel                             |
| 24    | Tour des Apennins                                 | Italie   | 1.1    | Ben Hermans        | Israel Start-Up Nation             |
| 27    | Grand Prix de Lugano                              | Suisse   | 1.1    | Gianni Moscon      | Ineos Grenadiers                   |
| 28-29 | In the footsteps of the Romans                    | Bulgarie | 2.2    | Immanuel Stark     | P&S Metalltechnik                  |
| 30-5  | Tour de Bulgarie                                  | Bulgarie | 2.2    | Immanuel Stark     | P&S Metalltechnik                  |

### Juillet
| Date  | Course                                                              | Pays      | Classe | Vainqueur             | Équipe                                |
| ----- | ------------------------------------------------------------------- | --------- | ------ | --------------------- | ------------------------------------- |
| 3     | Germenica Grand Prix                                                | Turquie   | 1.2    | Christofer Jurado     | Panama es Cultura y Valores           |
| 3-6   | Sibiu Cycling Tour                                                  | Roumanie  | 2.1    | Giovanni Aleotti      | Bora-Hansgrohe                        |
| 4     | Giro del Medio Brenta                                               | Italie    | 1.2    | Didier Merchan        | ColombiaTierraDeAtletas-GW Bicicletas |
| 4     | Kahramanmaraş Grand Prix                                            | Turquie   | 1.2    | Jambaljamts Sainbayar | Terengganu                            |
| 10    | Grand Prix Erciyes                                                  | Turquie   | 1.2    | Alex Hoehn            | Wildlife Generation                   |
| 10    | Visegrad 4 Kerekparverseny                                          | Hongrie   | 1.2    | Michal Schlegel       | Elkov-Kasper                          |
| 11    | Grand Prix Kayseri                                                  | Turquie   | 1.2    | Anatoliy Budyak       | Spor Toto Cycling Team                |
| 11    | Visegrad 4 Bicycle Race - GP Slovakia                               | Slovaquie | 1.2    | Alan Banaszek         | HRE Mazowsze Serce Polski             |
| 14-17 | Dookoła Mazowsza                                                    | Pologne   | 2.2    | Eirik Lunder          | Coop                                  |
| 14-18 | Semaine cycliste italienne                                          | Italie    | 2.1    | Diego Ulissi          | UAE Team Emirates                     |
| 16-18 | Tour de la Vallée d'Aoste                                           | Italie    | 2.2U   | Reuben Thompson       | Continental Groupama-FDJ              |
| 16-18 | Grand Prix International de Torres Vedras-Trophée Joaquim Agostinho | Portugal  | 2.2    | Frederico Figueiredo  | Efapel                                |
| 16-18 | Tour du Kosovo                                                      | Kosovo    | 2.2    | Tristan Delacroix     | Sprinter Nice Metropole               |
| 17    | Grand Prix Velo Erciyes                                             | Turquie   | 1.2    | Azzedine Lagab        | Algérie                               |
| 17    | Visegrad 4 Bicycle Race - GP Czech Republic                         | Tchéquie  | 1.2    | Adam Ťoupalík         | Elkov-Kasper                          |
| 18    | Grand Prix International de la ville de Nogent-sur-Oise             | France    | 1.2    | Karl Patrick Lauk     | Pro Immo Nicolas Roux                 |
| 18    | Puchar MON                                                          | Pologne   | 1.2    | Louis Bendixen        | Coop                                  |
| 18    | Grand Prix Develi                                                   | Turquie   | 1.2    | Mykhailo Kononenko    | Salcano Sakarya BB                    |
| 18    | Visegrad 4 Bicycle Race - GP Poland                                 | Pologne   | 1.2    | Itamar Einhorn        | Israel Start-Up Nation                |
| 21-25 | Tour Alsace                                                         | France    | 2.2    | José Félix Parra      | Kern Pharma                           |
| 25    | Prueba Villafranca-Ordiziako Klasika                                | Espagne   | 1.1    | Luis León Sánchez     | Astana-Premier Tech                   |
| 25    | Grand Prix de la ville de Pérenchies                                | France    | 1.2    | Emiel Vermeulen       | Xelliss-Roubaix Lille Métropole       |
| 25    | GP Kranj                                                            | Slovénie  | 1.2    | Riccardo Verza        | Zalf Euromobil Fior                   |
| 29    | Tour de Castille-et-León                                            | Espagne   | 2.1    | Matis Louvel          | Arkéa-Samsic                          |
| 29-31 | Tour de l'Ain                                                       | France    | 2.1    | Michael Storer        | DSM                                   |
| 30-2  | Kreiz Breizh Elites                                                 | France    | 2.2    | Nick van der Lijke    | Riwal                                 |
| 31    | Flèche de Heist                                                     | Belgique  | 1.1    | Pascal Eenkhoorn      | Jumbo-Visma                           |

### Août
| Date  | Course                                      | Pays       | Classe | Vainqueur            | Équipe                             |
| ----- | ------------------------------------------- | ---------- | ------ | -------------------- | ---------------------------------- |
| 1     | Circuit de Getxo-Memorial Hermanos Otxoa    | Espagne    | 1.1    | Giacomo Nizzolo      | Qhubeka NextHash                   |
| 4-7   | Tour de Szeklerland                         | Roumanie   | 2.2    | Alan Banaszek        | HRE Mazowsze Serce Polski          |
| 4-8   | Tour de Savoie Mont-Blanc                   | France     | 2.2    | Alexander Cepeda     | Androni Giocattoli-Sidermec        |
| 4-15  | Tour du Portugal                            | Portugal   | 2.1    | Amaro Antunes        | W52-FC Porto                       |
| 5-8   | Sazka Tour                                  | Tchéquie   | 2.1    | Filippo Zana         | Bardiani CSF Faizanè               |
| 8     | Grand Prix de Poggiana                      | Italie     | 1.2U   | Riccardo Ciuccarelli | Biesse Arvedi                      |
| 15    | Memorial Henryka Lasaka                     | Pologne    | 1.2    | Michael Kukrle       | Elkov-Kasper                       |
| 15    | Polynormande                                | France     | 1.1    | Valentin Madouas     | Groupama-FDJ                       |
| 15    | Grand Prix Jef Scherens                     | Belgique   | 1.1    | Niccolò Bonifazio    | TotalEnergies                      |
| 16    | Gran Premio Capodarco                       | Italie     | 1.2U   | Simone Raccani       | Zalf Euromobil Fior                |
| 17    | Egmont Cycling Race                         | Belgique   | 1.1    | Danny van Poppel     | Intermarché-Wanty-Gobert Matériaux |
| 17-20 | Tour du Limousin-Nouvelle-Aquitaine         | France     | 2.1    | Warren Barguil       | Arkéa-Samsic                       |
| 20-22 | Baltic Chain Tour                           | Estonie    | 2.2    | Laurence Pithie      | Continental Groupama-FDJ           |
| 20    | Grand Prix Marcel Kint                      | Belgique   | 1.1    | Álvaro Hodeg         | Deceuninck-Quick Step              |
| 20-22 | CCC Tour-Grody Piastowskie                  | Pologne    | 2.2    | Maciej Paterski      | Voster ATS                         |
| 24-27 | Tour Poitou-Charentes en Nouvelle-Aquitaine | France     | 2.1    | Connor Swift         | Arkéa-Samsic                       |
| 26    | Course des raisins                          | Belgique   | 1.1    | Remco Evenepoel      | Deceuninck-Quick Step              |
| 27-29 | Tour du Pays de Montbéliard                 | France     | 2.2U   | Maurice Ballerstedt  | Jumbo-Visma Development            |
| 28    | Adriatic Race                               | Monténégro | 1.2    | Nik Čemažar          | KK Kranj                           |
| 28    | GP Himmerland Rundt                         | Danemark   | 1.2    | Mathias Larsen       | Restaurant Suri-Carl Ras           |
| 29    | Grand Prix de la Somme                      | France     | 1.2    | Tom Mazzone          | Saint-Piran                        |
| 29    | Løbet Skive                                 | Danemark   | 1.2    | Elmar Reinders       | Riwal                              |
| 29    | Ronde van de Achterhoek                     | Pays-Bas   | 1.2    | Casper van Uden      | DSM Development                    |
| 29-31 | Carpathian Couriers Race                    | Pologne    | 2.2U   | Filip Maciejuk       | Pologne                            |
| 31-5  | Tour de Roumanie                            | Roumanie   | 2.1    | Jakub Kaczmarek      | HRE Mazowsze Serce Polski          |

### Septembre
| Date  | Course                                   | Pays      | Classe | Vainqueur            | Équipe                             |
| ----- | ---------------------------------------- | --------- | ------ | -------------------- | ---------------------------------- |
| 2-4   | Flanders Tomorrow Tour                   | Belgique  | 2.2U   | Mick van Dijke       | Jumbo-Visma Development            |
| 3     | Classic Grand Besançon Doubs             | France    | 1.1    | Biniam Girmay        | Intermarché-Wanty-Gobert Matériaux |
| 3-5   | Tour du Frioul-Vénétie julienne          | Italie    | 2.2    | Jonas Rapp           | Hrinkow Advarics Cycleang          |
| 3-5   | À travers les Hauts de France            | France    | 2.2    | Jason Tesson         | Saint Michel-Auber 93              |
| 4     | Tour du Jura                             | France    | 1.1    | Benoît Cosnefroy     | AG2R Citroën                       |
| 5     | Tour du Doubs                            | France    | 1.1    | Dorian Godon         | AG2R Citroën                       |
| 9-12  | Okolo Jižních Čech-Tour of South Bohemia | Tchéquie  | 2.2    | Arnaud De Lie        | Lotto-Soudal U23                   |
| 9-12  | Tour de Serbie                           | Serbie    | 2.2    | Jean Goubert         | Sprinter Nice Metropole            |
| 12    | Antwerp Port Epic-Sels Trophy            | Belgique  | 1.1    | Mathieu van der Poel | Alpecin-Fenix                      |
| 15    | Tour de Toscane-Memorial Alfredo Martini | Italie    | 1.1    | Michael Valgren      | EF Education-Nippo                 |
| 15-19 | Tour de Slovaquie                        | Slovaquie | 2.1    | Peter Sagan          | Bora-Hansgrohe                     |
| 17    | Championnat des Flandres                 | Belgique  | 1.1    | Jasper Philipsen     | Alpecin-Fenix                      |
| 18    | Mémorial Marco Pantani                   | Italie    | 1.1    | Sonny Colbrelli      | Bahrain Victorious                 |
| 18    | PWZ Zuidenveldtour                       | Pays-Bas  | 1.2    | Elmar Reinders       | Riwal                              |
| 18    | Liège-Bastogne-Liège espoirs             | Belgique  | 1.2U   | Leo Hayter           | DSM Development                    |
| 19    | Gooikse Pijl                             | Belgique  | 1.1    | Fabio Jakobsen       | Deceuninck-Quick Step              |
| 19    | Grand Prix d'Isbergues-Pas de Calais     | France    | 1.1    | Elia Viviani         | Cofidis                            |
| 19    | Trofeo Matteotti                         | Italie    | 1.1    | Matteo Trentin       | UAE Team Emirates                  |
| 20-26 | Tour de Bretagne                         | France    | 2.2    | Jean-Louis Le Ny     | WB-Fybolia Locminé                 |
| 23    | Circuit du Houtland                      | Belgique  | 1.1    | Taco van der Hoorn   | Intermarché-Wanty-Gobert Matériaux |
| 26    | Paris-Chauny                             | France    | 1.1    | Jasper Philipsen     | Alpecin-Fenix                      |
| 26    | Dorpenomloop Rucphen                     | Pays-Bas  | 1.2    | Elias Van Breussegem | Tarteletto-Isorex                  |
| 28    | Ruota d'Oro-GP Festa del Perdono         | Italie    | 1.2U   | Andrea Piccolo       | Viris Vigevano                     |
| 28-1  | Tour de Sicile                           | Italie    | 2.1    | Vincenzo Nibali      | Trek-Segafredo                     |
| 28-3  | Cro Race                                 | Croatie   | 2.1    | Stephen Williams     | Bahrain Victorious                 |
| 29-3  | Ronde de l'Isard                         | France    | 2.2U   | Gijs Leemreize       | Jumbo-Visma Development Team       |

### Octobre
| Date | Course                                            | Pays     | Classe | Vainqueur               | Équipe                             |
| ---- | ------------------------------------------------- | -------- | ------ | ----------------------- | ---------------------------------- |
| 1    | Route Adélie de Vitré                             | France   | 1.1    | Arvid de Kleijn         | Rally                              |
| 2    | Classic Loire-Atlantique                          | France   | 1.1    | Alan Riou               | Arkéa-Samsic                       |
| 2    | Lillehammer GP                                    | Norvège  | 1.2    | Idar Andersen           | Uno-X Pro                          |
| 3    | Gylne Gutuer                                      | Norvège  | 1.2    | William Blume Levy      | ColoQuick                          |
| 3    | Tour de Lombardie amateurs                        | Italie   | 1.2U   | Paul Lapeira            | AG2R Citroën U23 Team              |
| 5    | Binche-Chimay-Binche/Mémorial Frank Vandenbroucke | Belgique | 1.1    | Danny van Poppel        | Intermarché-Wanty-Gobert Matériaux |
| 7    | Paris-Bourges                                     | France   | 1.1    | Jordi Meeus             | Bora-Hansgrohe                     |
| 7-10 | Circuit des Ardennes international                | France   | 2.2    | Lucas Eriksson          | Riwal                              |
| 9    | Tour de Vendée                                    | France   | 1.1    | Bram Welten             | Arkéa-Samsic                       |
| 10   | Paris-Tours espoirs                               | France   | 1.2U   | Jonas Iversby Hvideberg | Uno-X Pro                          |
| 11   | Coppa Agostoni-Giro delle Brianze                 | Italie   | 1.1    | Alexey Lutsenko         | Astana-Premier Tech                |
| 13   | Tour de Vénétie                                   | Italie   | 1.1    | Xandro Meurisse         | Alpecin-Fenix                      |
| 16   | Ster van Zwolle                                   | Pays-Bas | 1.2    | Coen Vermeltfoort       | VolkerWessels                      |
| 17   | Paris-Mantes Cycliste                             | France   | 1.2    | Maxime Jarnet           | Vélo Club Villefranche Beaujolais  |
| 17   | Chrono des Nations                                | France   | 1.1    | Stefan Küng             | Groupama-FDJ                       |
| 17   | Chrono des Nations espoirs                        | France   | 1.2U   | Antoine Devanne         | Vendée U                           |
| 17   | Boucles de l'Aulne-Châteaulin                     | France   | 1.1    | Stan Dewulf             | AG2R Citroën                       |
| 17   | Veneto Classic                                    | Italie   | 1.1    | Samuele Battistella     | Astana-Premier Tech                |
| 24   | Tour de Drenthe                                   | Pays-Bas | 1.1    | Rune Herregodts         | Sport Vlaanderen-Baloise           |

### Courses annulées
| Date           | Nom de l'épreuve                                     | Pays        | Cat  | Motif                                         |
| -------------- | ---------------------------------------------------- | ----------- | ---- | --------------------------------------------- |
| 19 mars        | Youngster Coast Challenge                            | Belgique    | 1.2U | Pandémie de Covid-19                          |
| 17-21 mars     | Olympia's Tour                                       | Pays-Bas    | 2.2  | Pandémie de Covid-19                          |
| 22-28 mars     | Tour de Normandie                                    | France      | 2.2  | Pandémie de Covid-19                          |
| 2-5 avril      | Triptyque des Monts et Châteaux                      | Belgique    | 2.2U | Pandémie de Covid-19                          |
| 5 avril        | Grand Prix de Pâques de Bad Neuenahr-Ahrweiler       | Allemagne   | 1.2  | Pandémie de Covid-19                          |
| 6-9 avril      | Circuit Cycliste Sarthe-Pays de la Loire             | France      | 2.1  | Pandémie de Covid-19                          |
| 6 avril        | G.P. Palio del Recioto-Trofeo C&F Resinatura Blocchi | Italie      | 1.2U | Pandémie de Covid-19                          |
| 11 avril       | Klasika Primavera de Amorebieta                      | Espagne     | 1.1  | Pandémie de Covid-19                          |
| 14-18 avril    | Tour du Loir-et-Cher                                 | France      | 2.2  | Pandémie de Covid-19                          |
| 18 avril       | Arno Wallaard Memorial                               | Pays-Bas    | 1.2  | Pandémie de Covid-19                          |
| 25 avril       | Rutland-Melton Cicle Classic                         | Royaume-Uni | 1.2  | Pandémie de Covid-19                          |
| 1er mai        | Tour d'Overijssel                                    | Pays-Bas    | 1.2  | Pandémie de Covid-19                          |
| 1er mai        | Memoriał Andrzeja Trochanowskiego                    | Pologne     | 1.2  | Pandémie de Covid-19                          |
| 6-9 mai        | Tour de la communauté de Madrid                      | Espagne     | 2.1  | Pandémie de Covid-19                          |
| 9 mai          | Gran Premio Industrie del Marmo                      | Italie      | 1.2U | Pandémie de Covid-19                          |
| 9 mai          | Flèche ardennaise                                    | Belgique    | 1.2  | Pandémie de Covid-19                          |
| 12-16 mai      | Flèche du Sud                                        | Luxembourg  | 2.2  | Pandémie de Covid-19                          |
| 16 mai         | Grand Prix Criquielion                               | Belgique    | 1.2  | Pandémie de Covid-19                          |
| 16 mai         | Paris-Roubaix espoirs                                | France      | 1.2U | Pandémie de Covid-19                          |
| 21 mai         | Veenendaal-Veenendaal Classic                        | Pays-Bas    | 1.1  | Pandémie de Covid-19 et Championnats du monde |
| 5 juin         | Tacx Pro Classic-Ronde van Zeeland                   | Pays-Bas    | 1.1  | Pandémie de Covid-19                          |
| 3-6 juin       | Ronde de l'Oise                                      | France      | 2.2  | Pandémie de Covid-19                          |
| 6 juin         | Tour de Cologne                                      | Allemagne   | 1.1  | Pandémie de Covid-19                          |
| 6 juin         | Memorial Philippe Van Coningsloo                     | Belgique    | 1.2  | Pandémie de Covid-19                          |
| 6 juin         | Midden-Brabant Poort Omloop                          | Pays-Bas    | 1.2  | Pandémie de Covid-19                          |
| 16 juin        | Halle-Ingooigem                                      | Belgique    | 1.1  | Pandémie de Covid-19                          |
| 4 juillet      | 2 Districtenpijl-Ekeren-Deurne                       | Belgique    | 1.2  | Inondations                                   |
| 11 juillet     | Slag om Norg                                         | Pays-Bas    | 1.1  | Pandémie de Covid-19                          |
| 18 juillet     | Volta Limburg Classic                                | Pays-Bas    | 1.1  | Inondations                                   |
| 21-25 juillet  | Bałtyk-Karkonosze Tour                               | Pologne     | 2.2  | Pandémie de Covid-19                          |
| 25 juillet     | Grand Prix Pino Cerami                               | Belgique    | 1.1  | Pandémie de Covid-19                          |
| 22 août        | Coupe Sels                                           | Belgique    | 1.1  | Pandémie de Covid-19                          |
| 31-4 septembre | Tour d'Autriche                                      | Autriche    | 2.1  | Difficultés financières                       |
| 4-5 septembre  | Dookoła Warmii i Mazur                               | Pologne     | 2.2  | [ 26 ]                                        |
| 11 septembre   | Sundvolden GP                                        | Norvège     | 1.2  | Pandémie de Covid-19                          |
| 12 septembre   | Ringerike GP                                         | Norvège     | 1.2  | Pandémie de Covid-19                          |
| 19 septembre   | Gran Premio Palio del Recioto                        | Italie      | 1.2U | Pandémie de Covid-19                          |
| 2 octobre      | Trophée Edil C                                       | Italie      | 1.2U | Organisation de la Collecchio Cup             |
| 3 octobre      | Famenne Ardenne Classic                              | Belgique    | 1.1  | Pandémie de Covid-19                          |
| 3 octobre      | Grand Prix Bruno Beghelli                            | Italie      | 1.1  | Calendrier trop chargé                        |
| 10 octobre     | Mémorial Rik Van Steenbergen/Kempen Classic          | Belgique    | 1.1  | Pandémie de Covid-19,                         |

## Classements
- Note: classements définitifs au 31 octobre[33],[34]

### Classement individuel
Il est composé de tous les coureurs du continent qui ont marqué des points au classement mondial UCI 2021. Ils peuvent appartenir à la fois à des équipes amateurs, à des équipes professionnelles, y compris les UCI WorldTeams.
| #  | Coureur               | Équipe                | Pts.    |
| -- | --------------------- | --------------------- | ------- |
| 1  | Tadej Pogačar         | UAE Emirates          | 5363    |
| 2  | Wout van Aert         | Team Jumbo-Visma      | 4382    |
| 3  | Primož Roglič         | Team Jumbo-Visma      | 3924    |
| 4  | Julian Alaphilippe    | Deceuninck-Quick Step | 3104.67 |
| 5  | Sonny Colbrelli       | Bahrain Victorious    | 2553    |
| 6  | Mathieu van der Poel  | Alpecin-Fenix         | 2461    |
| 7  | Adam Yates            | Ineos Grenadiers      | 2251    |
| 8  | João Almeida          | Deceuninck-Quick Step | 2219    |
| 9  | Alejandro Valverde    | Movistar Team         | 1981    |
| 10 | Matej Mohorič         | Bahrain Victorious    | 1897    |
| 11 | Remco Evenepoel*      | Deceuninck-Quick Step | 1799    |
| 12 | Jasper Philipsen      | Alpecin-Fenix         | 1777    |
| 13 | David Gaudu           | Groupama-FDJ          | 1773    |
| 14 | Jasper Stuyven        | Trek-Segafredo        | 1771    |
| 15 | Jonas Vingegaard      | Team Jumbo-Visma      | 1730    |
| 16 | Tim Merlier           | Alpecin-Fenix         | 1703    |
| 17 | Bauke Mollema         | Trek-Segafredo        | 1620.66 |
| 18 | Giacomo Nizzolo       | Team Qhubeka NextHash | 1607    |
| 19 | Maximilian Schachmann | Bora-Hansgrohe        | 1579    |
| 20 | Kasper Asgreen        | Deceuninck-Quick Step | 1553    |

* : Coureur de moins de 23 ans

### Classement par équipes
Il est calculé avec la somme des points obtenus par les 8 meilleurs coureurs de chaque équipe (hors WorldTeams) au classement individuel. Le classement inclut uniquement les équipes qui sont enregistrées sur le continent.
| #  | Équipe                      | Pts.    |
| -- | --------------------------- | ------- |
| 1  | Alpecin-Fenix               | 8251    |
| 2  | Arkéa-Samsic                | 5000    |
| 3  | TotalEnergies               | 3192    |
| 4  | Uno-X Pro Cycling Team      | 2848.17 |
| 5  | B&B Hotels p/b KTM          | 2726    |
| 6  | Bingoal Pauwels Sauces WB   | 2037    |
| 7  | Sport Vlaanderen-Baloise    | 1898    |
| 8  | Androni Giocattoli-Sidermec | 1688    |
| 9  | Delko                       | 1668    |
| 10 | Bardiani CSF Faizanè        | 1608    |

| #  | Pays            | Pts.     |
| -- | --------------- | -------- |
| 1  | Belgique        | 14349.33 |
| 2  | Slovénie        | 11993    |
| 3  | France          | 11541.67 |
| 4  | Italie          | 10851    |
| 5  | Grande-Bretagne | 9960.6   |
| 6  | Pays-Bas        | 9808.66  |
| 7  | Espagne         | 7979     |
| 8  | Danemark        | 7911.6   |
| 9  | Allemagne       | 5230.33  |
| 10 | Suisse          | 4290     |

| #  | Pays            | Pts.    |
| -- | --------------- | ------- |
| 1  | Belgique        | 4111.93 |
| 2  | Grande-Bretagne | 2528    |
| 3  | Italie          | 2407    |
| 4  | Pays-Bas        | 1712.17 |
| 5  | Norvège         | 1415.32 |
| 6  | France          | 1214    |
| 7  | Espagne         | 1029.04 |
| 8  | Danemark        | 893.17  |
| 9  | Allemagne       | 873.34  |
| 10 | Tchéquie        | 549     |